# كنيسة القديس جرجس (إسطنبول)

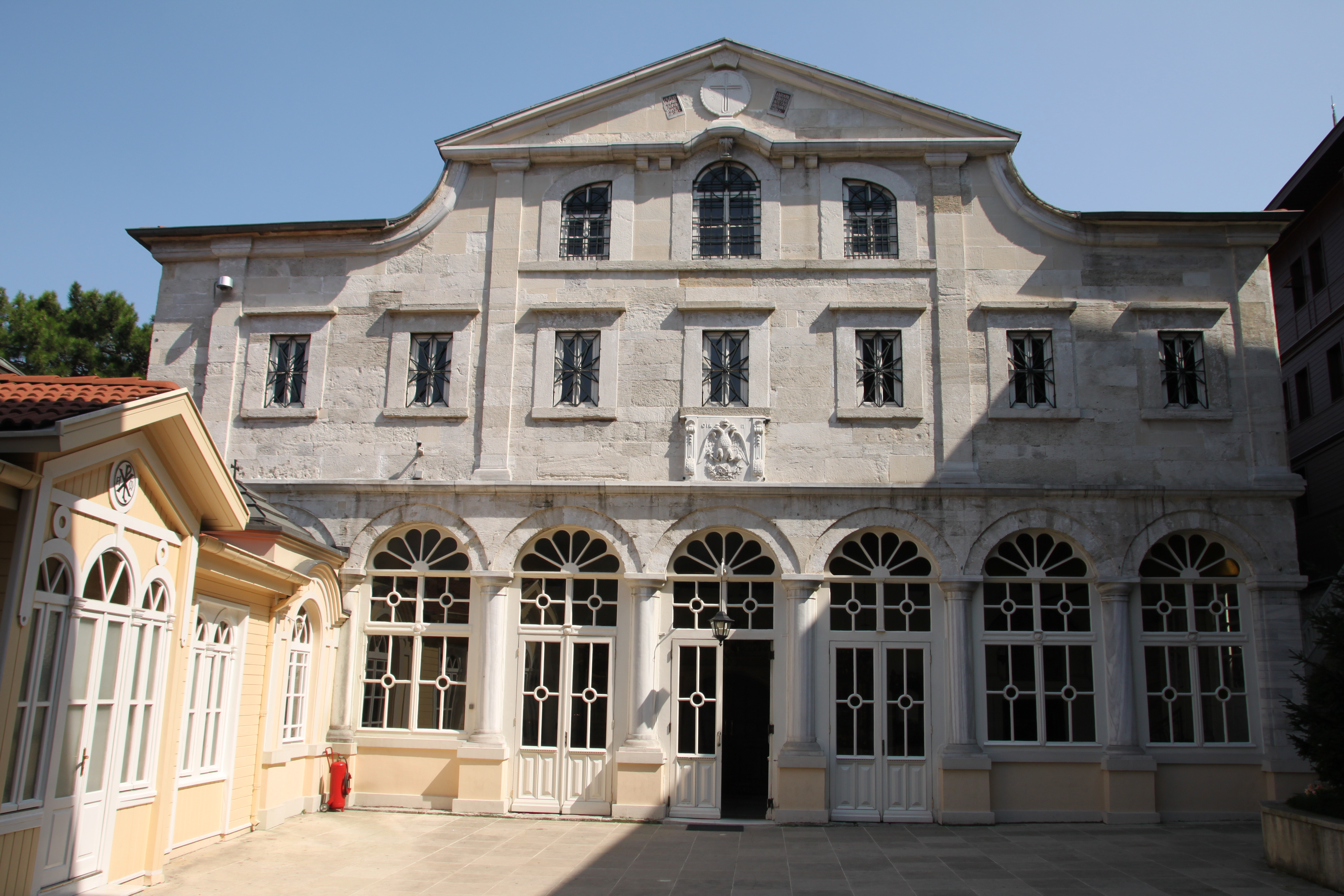
كنيسة القديس جاورجيوس؛ مقر بطريركية القسطنطينية المسكونية.

كنيسة القديس جاورجيوس (باليونانيّة: Καθεδρικός ναός του Αγίου Γεωργίου؛ بالتركيّة: Aya Yorgi Patrikhane Kilisesi) هي كاتدرائية أرثوذكسية شرقية، وبطريركية القسطنطينية المسكونية، والتي تحمل حمل بطريركها لقب البطريرك المسكوني وهو الزعيم الروحي لـ300 مليون مسيحي أرثوذكسي حول العالم. وخلف الكنيسة توجد مكاتب البطريركية ومكتبة البطريركية، وكانت الكنيسة جزءا من الدير قبل أن يصبح مقر البطريرك، هذه الكنيسة متواضعة ظاهريا، ولكن باطنها مزخرف ومميز.
تقع الكنيسة في الشمال الغربي من وسط المدينة القسطنطينية التاريخية القديمة - إسطنبول -، في حي الفنار، حيث أن بعد سقوط القسطنطينية عام 1453، أصبحت منطقة الفنار موطن لكثير من اليونانيين المسيحيين في المدينة. وقد ظهرت أسر يونانية أرستقراطية دعيت باسم يونان الفنار وكان لهذه العائلات نفوذ سياسي داخل الدولة العثمانية ونفوذ ديني في تعيين البطريرك، الزعيم المسيحي في الدولة العثمانية.
بعد سقوط القسطنطينية، قام بطريرك القسطنطينية المسكوني متى الثاني (1596-1603) بنقل مركز بطريركية القسطنطينية المسكونية من كاتدرائية آيا صوفيا إلى دير القديس جرجس والذي تحول إلى كاتدرائية القديس جرجس والتي مازالت تقع هناك وأصبحت مركز ومعقل الكنيسة الأرثوذكسية في مدينة إسطنبول التركية. ونتيجة لذلك، غالباً ما يتم استخدام «حي الفنار» ككلمة اختزال للبطريركية المسكونية، تمامًا كما تستعمل كلمة «الفاتيكان» للدلالة على الكرسي الرسولي ومركز الكنيسة الرومانية الكاثوليكية.